# Biarum tenuifolium
Biarum tenuifolium es una especie de la familia de las  aráceas.

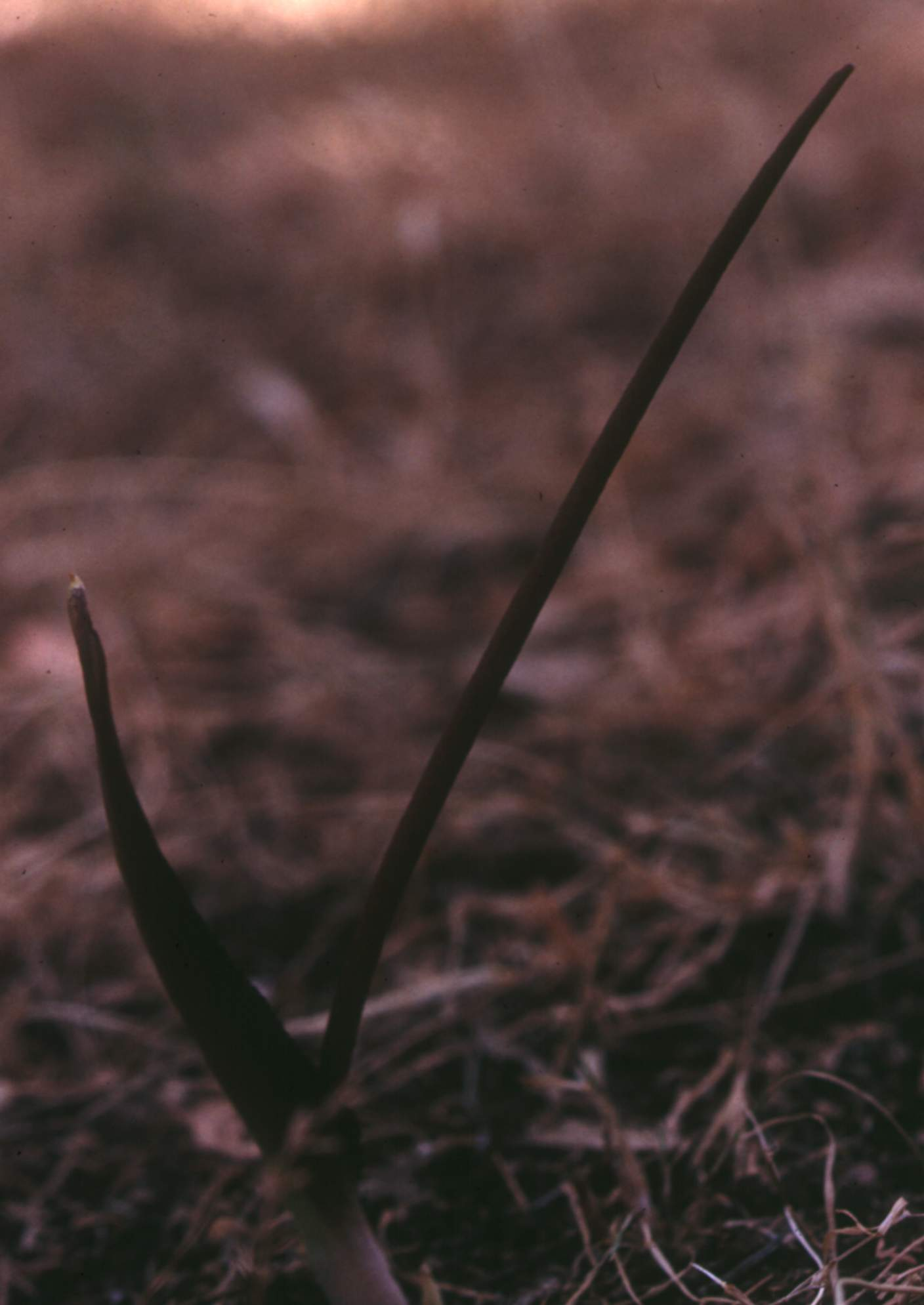
Vista de la planta

## Descripción
Planta perenne, glabra, con tubérculo subterráneo semiesférico hasta disciforme y tallo subterráneo de hasta 5 cm de largo. Hojas que se producen tras la inflorescencia, lineares hasta estrechamente elípticas, planas u onduladas, de 5-20 cm de largo y 5-20 mm de ancho. Bráctea de la inflorescencia (espata) de 8-20 (30) cm de largo, por la base (bajo la tierra) formando un tubo de 2,5-6 cm de largo, la parte anterior lanceolada, de color púrpura oscuro y por el exterior verdoso. La espadice o inflorescencia con flores estériles por debajo y por arriba de las flores masculinas, el apéndice delgado, de 9-16 cm de largo y hasta 3 mm de ancho, ampliamente prominente, púrpura. Bayas blancas o verdes.

## Distribución y hábitat
En el Mediterráneo, ausente en Francia, Baleares, Cerdeña y Levante. Habita en pendientes rocosas, matorrales y tierras de cultivo.

## Taxonomía
Biarum tenuifolium fue descrito por (L.) Schott y publicado en Meletemata Botanica 17. 1832.
Etimología
Biarum: nombre genérico que deriva del latín bi- (bis) = "dos veces"; véase el género Arum L. (Araceae). En el protólogo del género Biarum H.W.Schott (Araceae), no se da razón alguna de tal nombre; según Quattrocchi (2000), “posiblemente se refiere al apéndice del espadice”; y, según Genaust (1983), "los órganos sexuales rudimentarios están por encima y por debajo de los estambres"; lo cierto es que, en el protólogo, se incluyen en el género dos especies, “B. tenuifolium Schtt. (A. tenuifolium Auct.) B. gramineum Schtt. (A. gramineum Lam.)”.
tenuifolium: epíteto latíno que significa "con hojas delgadas"
Sinonimia
- Arum tenuifolium L. basónimo
- Homaida tenuifolia (L.) Kuntze
- Stenurus tenuifolium (L.) Salisb.[5][6]